# Christoph Gusy

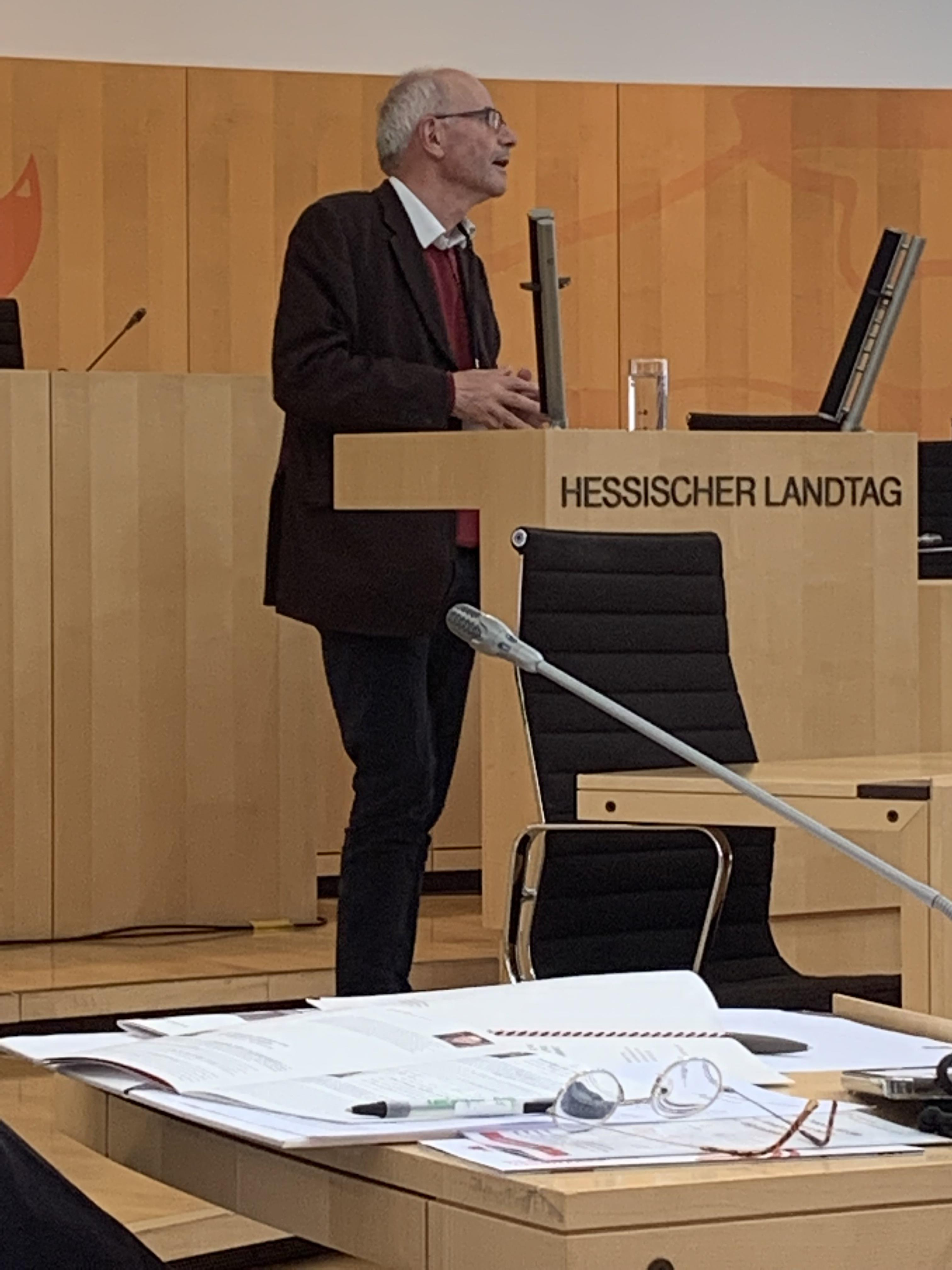
Christoph Gusy bei einer Tagung im Hessischen Landtag, 2022

Christoph Gusy (* 8. Februar 1955 in Bottrop) ist ein deutscher Rechtswissenschaftler und Professor an der Universität Bielefeld.

## Leben und Wirken
Gusy studierte von 1973 bis 1977 Rechtswissenschaften an der Universität Bochum. 1977 legte er sein erstes juristisches Staatsexamen ab; 1979 promovierte er in Bochum und 1983 erfolgte seine Habilitation an der Fernuniversität Hagen. 1984 legte Gusy sein zweites juristisches Staatsexamen ab.
Nach verschiedenen Lehrstuhlvertretungen folgten Berufungen an die Universität Mainz (1988), die Universität Halle (1992) und die Universität Bielefeld (1993). 1993 wurde Gusy Universitätsprofessor an der Universität Bielefeld. 1994 wurde er zudem Direktor des Instituts für Umweltrecht und von 1995 bis 1997 war er Dekan der Fakultät für Rechtswissenschaft. Gusy hat den Lehrstuhl für Öffentliches Recht, Staatslehre und Verfassungsgeschichte inne. Von 1998 bis 2005 war Gusy Prorektor für Finanz- und Personalangelegenheiten.
Forschungsschwerpunkte Gusys sind die neuere Verfassungsgeschichte, das Verfassungsrecht, insbesondere die Grundrechte, das Polizei- und Sicherheitsrecht sowie das öffentliche Wirtschaftsrecht. Gusy war einer der Beschwerdeführer der Verfassungsbeschwerde gegen die Vorratsdatenspeicherung.
Er gehört der Vereinigung für Verfassungsgeschichte und dem Wissenschaftlichen Beirat des Vereins Weimarer Republik zum Haus der Weimarer Republik an.

## Werke (Auswahl)
- Richterliches Prüfungsrecht. Eine verfassungsgeschichtliche Untersuchung (= Schriften zur Verfassungsgeschichte. Bd. 37). Duncker & Humblot, Berlin 1985, ISBN 3-428-05817-8.
- Die Weimarer Reichsverfassung. Mohr Siebeck, Tübingen 1997, ISBN 3-16-146818-X.
- Polizeirecht, 5. Aufl., Mohr Siebeck, Tübingen 2003, ISBN 3-16-148010-4.
- Weimars lange Schatten. „Weimar“ als Argument nach 1945. Nomos-Verlag, Baden-Baden 2003, ISBN 3-8329-0431-X.
- Geheimdienstliche Aufklärung und Grundrechtsschutz, in: bpb (Hrsg.): Beilage zur Wochenzeitung „Das Parlament“, B 44/2004. ISSN 0479-611X.
- zusammen mit Christoph S. Schewe: Die Rechts- und Asylpolitik der Europäischen Union, in: Werner Weidenfeld (Hrsg.): Europa-Handbuch, 2. Auflage, Bonn 2004, ISBN 3-89204-630-1, S. 342–358.
- Demokratie in der Krise. Europa in der Zwischenkriegszeit, Nomos-Verlag, Baden-Baden 2008, ISBN 978-3-8329-3666-2.
- Integration und Religion. Grundgesetz und Islam, in: Caroline Y. Robertson-von Trotha (Hrsg.): 60 Jahre Grundgesetz. Interdisziplinäre Perspektiven (= Kulturwissenschaft interdisziplinär/Interdisciplinary Studies on Culture and Society. Bd. 4), Nomos-Verlag, Baden-Baden 2009, ISBN 978-3-8329-4865-8, S. 157–181.
- Verfassungsgeschichte, Version: 2.0, in: Docupedia-Zeitgeschichte, veröffentlicht am 5. Februar 2020.
- Grundrechte und Verfassungsschutz. VS-Verlag, Wiesbaden 2011, ISBN 978-3-531-18180-6.
- zusammen mit Ulrich Battis: Einführung in das Staatsrecht, de Gruyter, Berlin 2011, ISBN 978-3-89949-799-1.
- 100 Jahre Weimarer Verfassung. Eine gute Verfassung in schlechter Zeit. Mohr Siebeck, Tübingen 2018, ISBN 978-3-16-155343-1.